# Invia
Az Invia egy 2002-ben, Csehországban alapított utazásközvetítő céghálózat, mely internetes oldalain keresztül nyújtja szolgáltatásait. A vállalkozás tulajdonosa a Rockaway Capital befektetési társaság. A vállalkozás Csehországon kívül Szlovákiában (invia.sk), Lengyelországban (travelplanet.pl) és Magyarországon (invia.hu) is működtet utazásszervező weboldalakat.

## Működése
Az Invia a vele szerződött utazási irodáinak kínálatát gyűjti egy adatbázisba, ahol az egyes paraméterek összehasonlítása révén lehet kiválasztani a turistautat. Saját maga nem szervez utakat, úgynevezett utazásközvetítő tevékenységet végez. Bár az Invia saját maga azt állítja, hogy utazási iroda partnerei ellenőrzöttek és biztonságos gazdasági alapokon állnak, egy ízben egy szlovákiai partnerükkel már felmondták a szerződést, és az Invián keresztül szerződőknek a befizetett összegből annyit térítettek vissza, amennyi még az Inviánál volt.

## Az Invia Magyarországon
A vállalatnak 2017-ben Magyarországon 15 franchise rendszerben működő irodája volt, ahol az egyébként internetes környezetben kínált szolgáltatások offline is elérhetőek. 2017 októberében az Invia bevezette honlapján az ún. bruttó árazás feltüntetését, vagyis a feltüntetett ár a szolgáltatások valamennyi elemét tartalmazzák. A Magyar Utazási Irodák Szövetsége álláspontja szerint erre a típusú árfeltüntetésre jogszabályban kellene kötelezni a piac szereplőit. 2018 márciusában a magyarországi Invia és az Utazzitthon.hu partnerségre léptek. Az Invia elsősorban a külföldi, az Utazzithon.hu a belföldi utazások piacán érdekelt, így a két portál szolgáltatásai nagyobb piacot fednek le.